# Jonocyt

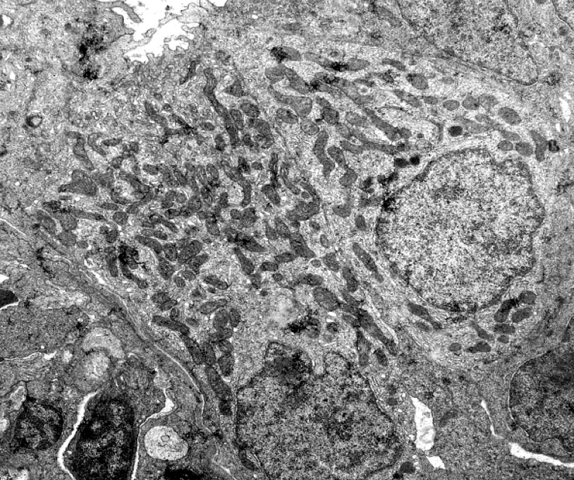
Zdjęcie z mikroskopu elektronowego przedstawia dwie sąsiadujące MRC (komórki bogate w mitochondria) w tkance ryby przystosowanej do wody morskiej (powiększenie 3975×)

Jonocyt (MRC z ang. mitochondrion-rich cell) – występujący u ryb doskonałokostnych (Teleostei) rodzaj komórki nabłonkowej odpowiedzialnej za transport jonów pomiędzy środowiskiem zewnętrznym i wewnętrznym (wydalanie i wchłanianie), biorącej udział w osmoregulacji. W wodzie słonej przyczynia się do wydalania nadmiaru jonów chloru, sodu i magnezu z organizmu, a w wodzie słodkiej aktywnie wychwytuje (na drodze ekstrakcji) jony sodu, chloru i wapnia z rozcieńczonego środowiska zewnętrznego do wnętrza organizmu ryby. Jonocyty wchodzą w skład nabłonka pokrywającego listki skrzelowe. Zlokalizowane są głównie u podstawy blaszek oddechowych. Występują też w skórze. Komórki MRC ryb słodkowodnych różnią się od MRC ryb słonowodnych.

## Zasada działania
Płyny tkankowe i osocze ryb pływających w wodach słonych lub słonawych są hipotoniczne w stosunku do otaczającej je wody.
W efekcie działania procesów wyrównujących tę różnicę ryby zużywają duże ilości wody morskiej w celu zmniejszenia odwodnienia osmotycznego, przez co pochłaniają sól. Ich nerki nie są w stanie wydalić nadmiaru soli (mają zredukowane kłębuszki nerkowe lub ich w ogóle nie posiadają), tę funkcję przejmują jonocyty (komórki solne). 
Ryby przebywające w środowiskach słodkowodnych mają płyny ustrojowe hipertoniczne w stosunku do otaczającej je wody – tracą sól, jednocześnie wchłaniając wodę wnikającą do ich organizmu przez skrzela, skórę i wraz z pobieranym pokarmem. Jonocyty pobierają z otoczenia brakujące sole do wnętrza organizmu ryby.

## Historia badań
Komórki te zostały odkryte przez A. Keysa i E.N. Willmera w 1932 w skrzelach węgorza europejskiego i nazwane komórkami chlorowymi (CC od ang. chloride cell). Taka nazwa stosowana jest nadal w odniesieniu do jonocytów (MRC), które działają w wodzie słonej lub słonawej. Dalsze badania wykazały, że oprócz wydalania soli z organizmu komórki chlorowe uczestniczą w wykonywaniu wielu innych funkcji, takich jak pobór jonów w słodkiej wodzie, regulacja kwasowo-zasadowa i wydalanie amoniaku. Komórkom odkrywanym w późniejszych latach u innych gatunków ryb nadawano różne nazwy. 
W latach 2002–2012 danio pręgowany stał się jednym z najszerzej badanych gatunków do określania funkcji jonocytów. W jego skrzelach i skórze stwierdzono cztery typy MRC. Gatunkami modelowymi w badaniu fizjologii transportu jonów były też pstrąg tęczowy i inne łososiowate.